# Kunišinci
Kunišinci su naselje u Hrvatskoj, regiji Slavoniji u Osječko-baranjskoj županiji i pripadaju općini Marijanci.

## Zemljopisni položaj
Kunišinci se nalaze na 95 metara nadmorske visine u nizini istočnohrvatske ravnice. Susjedna naselja: jugoistočno se nalazi općinsko središte Marijanci s kojim su spojeni, a sjeverozapadno se nalaze Čamagajevci, sjeverno Črnkovci, te zapadno Brezovica. Sjeveroistočno se nalaze Veliškovci naselje u sastavu grada Belišća. Pripadajući poštanski broj je 31555 Marijanci, telefonski pozivni 031 i registarska pločica vozila NA (Našice). Površina katastarske jedinice naselja Kunišinci je 9,50 km·102.

## Stanovništvo
| broj stanovnika | 760   | 702   | 600   | 624   | 600   | 714   | 642   | 654   | 705   | 725   | 688   | 589   | 466   | 426   | 343   | 315   | 249   |
|                 | 1857. | 1869. | 1880. | 1890. | 1900. | 1910. | 1921. | 1931. | 1948. | 1953. | 1961. | 1971. | 1981. | 1991. | 2001. | 2011. | 2021. |

## Kultura
Kulturno umjetničko društvo "Slavonska vila Marijanci-Kunišinci".

## Povijest
Selo je nastalo za vrijeme turske vladavine. Bilo je jedno od 18 slavonskih sela u koja su Turci naselili Mađare iz južne Ugarske. Za vrijeme turske vlasti bilo je spahijski posjed, a naseljavali su ga mađarski kmetovi koji su prešli na kalvinizam. Njihov posljednji gospodar bio je spahija iz Valpova po imenu Sain. U komorskom popisu iz 1698. godine selo se spominje pod imenom „Kunisinczy” s 5 kućanstava. Prema popisu iz 1702. godine, u tursko doba u selu je bilo 7 kuća, a stanovnici su bili isključivo kalvinisti. U 18. stoljeću u selo su se doselili katolički Šokci iz Bosne. Najprije je bilo komorski posjed, a potom je postalo dijelom valpovačkog vlastelinstva. Dana 31. prosinca 1721. car Karlo III. darovao je posjed, zajedno s vlastelinstvom, barunu Petru Hilleprandu von Prandauu. Na karti prve vojne izmjere selo se nalazi pod imenom „Kunishincze”. U repertoariju koji je János Lipszky izdao 1808. godine u Budimu, spominje se kao „Kunissincze”. U djelu koje je Lajos Nagy objavio 1829. godine, selo se također naziva „Kunissincze”, s 127 kuća i 798 stanovnika katoličke vjere. U 19. stoljeću ovdje su naseljeni Podunavski Švabe kako bi obrađivali zemljište. Selo je pripadalo osječkom kotaru u županiji Virovitica. Prema podatcima popisa stanovništva iz 1910. godine, 74 % stanovništva bilo je hrvatskog, a 18 % njemačkog materinskog jezika, dok je 94 % stanovništva bilo katoličke vjere. Dana 1. siječnja 1940. osnovan je DVD Kunišinci. Godine 1991. 97 % stanovništva bilo je hrvatske nacionalnosti.

## Ostalo
- Dobrovoljno vatrogasno društvo Kunišinci.
- Športsko ribolovno društvo "Plosna" Kunišinci.

## Vanjska poveznica
- http://www.marijanci.hr/